# José Van Tuyne
José Van Tuyne (13 de desembre de 1954) és un exfutbolista argentí.

## Selecció de l'Argentina
Va formar part de l'equip argentí a la Copa del Món de 1982.